# Тридцатая любовь Марины
«Тридцатая любовь Марины» — роман российского писателя Владимира Сорокина, написанный в 1982—1984 годах и впервые изданный на русском в 1995 году. В романе показана метаморфоза, произошедшая с человеком богемы, пассивно не принимающим тоталитарный режим. При постепенной фиксации на псевдо-патриотической и духовной символике, героиня романа становится, в прямом смысле, безликим текстом советских газетных передовиц, то есть сутью режима.

## Сюжет
Действие романа происходит в 1983 году. Главная героиня книги Марина Алексеева — тридцатилетняя женщина, преподаватель музыки в ДК одного из московских заводов, чья собственная музыкальная карьера пианистки не сложилась из-за сломанного в юности мизинца. 
Начало книги посвящено главным образом прошлому Марины, особое внимание при этом уделяется становлению её сексуальности, эта часть книги изобилует сексуальными сценами. Читатель узнаёт, что невинности лишил Марину её собственный отец, и что, несмотря на многочисленные сексуальные контакты с мужчинами, сексуальное удовлетворение она получает только с женщинами, которых у неё на момент повествования было уже 29.
Описание прошлого и сексуальной жизни Марины заканчивается сценой расставания с 29-й подругой. После этого описывается настоящее Марины, в первую очередь её общение в диссидентских кругах, её раздражение по поводу окружающей советской убогости, романтическая влюблённость в живущего за границей писателя-диссидента, поиски места в жизни и надежды на настоящую, 30-ю по счёту, любовь.
Поворотным моментом становится встреча Марины с секретарём парткома завода Сергеем Румянцевым, внешне очень похожим на её любимого писателя. Во время секса с Сергеем, сопровождающегося звуками боя курантов и гимна СССР из радиоприёмника, Марина испытывает оргазм, «невиданный по силе и продолжительности». После этого она решает резко поменять свою жизнь: символически сжигает на костре все вещи, напоминающие ей о диссидентском прошлом, от Библии до портрета писателя, и по предложению Румянцева устраивается работать на завод простой расточницей.
В финале романа Марина и окружающие её люди достаточно быстро с обычного языка общения переходят на штампованный язык советских передовиц. Затем диалог героев и вовсе переходит в длинный слитный текст, не связанный с изначальным сюжетом и имитирующий поток советской пропаганды времён Андропова.

## Отзывы критики
Даже В. Сорокин может описывать любовную страсть, не прибегая к матерщине («Тридцатая любовь Марины»).

— Юрий Фоменко
«Тридцатая любовь Марины» не просто игра с содержанием текста, а совмещение обычных сюжетов с необычным их изложением, то есть изменение формы, создающее новое содержание. 

— Павел Ладохин
...такие тексты, как «Тридцатая любовь Марины» и «Роман» уходят в амплификационный экстаз, теряют информативность, но приобретают магические функции.

— Мария Энгстрем
В романе «Тридцатая любовь Марины» В. Сорокин придаёт различные эксельсистские статусы такому, казалось бы, совершенно низменному предмету, как женские гениталии.

— А. И. Сосланд
В произведениях «Заседание завкома», «Сергей Андреевич», «Сердца четырёх», «Тридцатая любовь Марины» активно эксплуатируется эстетика соцреализма, они построены на реалиях советского времени, оперируют сакральными и просто бытовыми понятиями ушедшей эпохи и действительно в полной мере иллюстрируют особенности соц-арта как специфически восточноевропейской разновидности постмодернизма... В. Сорокин в полной мере сумел использовать особенности соц-арта в своих романах, рассказах и пьесах, которые, начиная от «Тридцатой любви Марины» и заканчивая «Сердцами четырёх» и «Голубым салом», являются полноценными произведениями, но вместе с тем сливаются в единый текст, обладающий общими творческими характеристиками. Цель этого текста – разрушить каноны советской официальной литературы, показать традиционное советское общество с необычной для читателя нелицеприятной стороны. Стремление шокировать, удивить абсурдным развитием событий в ранних произведениях Сорокина объясняется не чем иным, как строгим следованием поэтике соц-арта.

— Д. В. Новохатский